# فيليب هام
فيليب هام هو شخصية أعمال وسياسي أمريكي، (و. 1859  م). نشط حزبياً في الحزب الجمهوري. وقد انتخب عضو جمعية ولاية ويسكونسن ‏.